# Каракудук (Жетыкольский сельский округ)
Каракудук (каз. Қарақұдық) — упразднённое село в Сырымском районе Западно-Казахстанской области Казахстана. Входило в состав Жетыкольского сельского округа. Исключено из учётных данных в 2024 году.
Код КАТО — 275845400.

## Население
В 1999 году население села составляло 172 человека (85 мужчин и 87 женщин). По данным переписи 2009 года, в селе проживало 88 человек (42 мужчины и 46 женщин).